# DSB MR sorozat

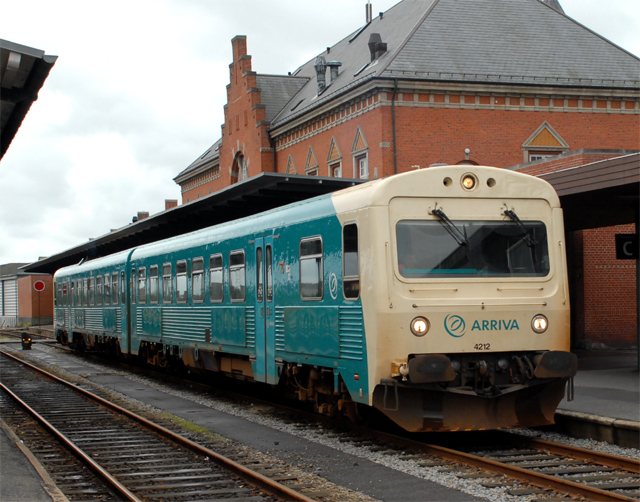
Az Arriva DSB Mr motorvonata

A DSB MR egy dán dízelmotorvonat-sorozat. 1978 és 1985 között gyártotta a DUEWAG és a Scandia. Összesen 98 db készült belőle. Egy motorvonat egy két részből áll: egy motorkocsiból és egy vezérlőkocsiból. A DSB a nem villamosított szárnyvonalakon és regionális szolgáltatásokhoz használja a sorozatot. 2003-ban az Arriva átvett a DSB-től 45 motorvonatot. Dánia vasútjának modernizálásával egyre inkább eltűnnek az országból. A járművek egy részét az Arriva Lengyelországban használja.